# Victor Poletaev
Victor Evguénevich Poletaev (en ruso Виктор Евгеньевич Полетаев, Cheliábinsk, 27 de julio de 1995) es un jugador profesional de voleibol ruso, juega en posición opuesto. Desde la temporada 2020/2021, ha estado jugando para el equipo Zenit Saint Petersburgo.

## Palmarés

### Clubes
Campeonato de Rusia:
- 2014, 2015, 2016, 2019[2]
- 2020

Copa de Rusia:
- 2014, 2015

Liga de Campeones:
- 2015, 2016

Campeonato Mundial de Clubes:
- 2015

Supercopa de Rusia:
- 2015, 2019

### Selección nacional
Campeonato Europeo Sub-19:
- 2013

Campeonato Mundial Sub-19:
- 2013

Festival Olímpico de la Juventud Europea:
- 2013

Campeonato Mundial Sub-21:
- 2013

Campeonato Europeo Sub-21:
- 2014

Juegos Europeos:
- 2015

Liga de Naciones:
- 2018, 2019

## Premios individuales
- 2013: MVP (Most Valuable Player) Campeonato Europeo Sub-19
- 2013: Mejor sacador Campeonato Mundial Sub-19
- 2013: MVP (Most Valuable Player) Campeonato Mundial Sub-21